# Be Love
Be Love (ＢＥ ＬＯＶＥ?) es una revista distribuidora de manga josei perteneciente a la editorial Kodansha. Fundada en 1980, fue la primera revista de manga para mujeres adultas y a la fecha es una de las principales del género. Ha publicado las obras reconocidas y premiadas Chihayafuru de Yuki Suetsugu, Sanju Mariko de Yuki Ozawa, Waru de Jun Fukami, Peach Girl Next de Miwa Ueda, entre otras.

## Historia
La revista es fundada el 4 de octubre de 1980, dentro de un contexto japonés en el que la popularidad del manga shoujo, surgida alrededor de la década de 1950, aumentaba considerablemente. Por un período de tiempo fue la única distribuidora, junto a otra revista, de manga josei. Sin embargo, con el paso de los años, el número fue aumentando: para 1984 existían 8 revistas que publicaban obras del género, para 1985 había 19 y para 1991, el número se incrementó a 48.
En un principio la revista fue llamada Be in Love, nombre que fue modificado en 1982 a Be Love. Asimismo, en sus primeras ediciones tenía una frecuencia de publicación mensual, mas en 1982 pasó a publicar quincenalmente, teniendo como fechas de entrega los días uno y quince de cada mes. En el primer número de 2019, la revista anunció que volvería a publicar mensualmente, poniendo como fecha de entrega el primer día de cada mes.

## Lista de manga
A continuación se despliega una lista con los títulos de los manga publicados por la revista, en orden alfabético:
A
- Aishite Sou Rou de Yuu Azuki
- Aishiteru: Kaiyō de Minoru Itō
- Aka-chan no Host de Ai Okaue
- Akuryou-sama Oteyawaraka ni de Chikako Kikukawa
- Asameshimae de Kita Komao[9]
- Atokata no Machi de Yuki Ozawa

B
- Bara to Saiaku no Tamashii  de Satosumi Takaguchi

C
- Chihayafuru de Yuki Suetsugu
- Chihayafuru: Chuugakusei-hen de Yui Tokiumi, Oto Tooda
- Couverture de Yuki Suetsugu

D
- Daisuki!!: Yuzu no Kosodate Nikki de Mizuho Aimoto
- Door wo Aketara Satsui de Chikako Kikukawa

E
- Eien no Yuuwaku

F
- Fukufuku Fu-nya~n de Kanata Konami
- Fukufuku Fu-nya~n: Koneko da Nyan de Kanata Konami
- Fukufuku Fu-nya~n New de Kanata Konami

G
- Glass no Isu de Mariko Nakamura

H
- Haiji to Yamao de Natsumi Ando
- Haru Koi de Yuki Suetsugu
- Himawari!!: Sorekawa no Daisuki!! de Mizuho Aimoto
- Hito wa Mitame ga 100 Percent de Hiromi Ookubo
- Houkago Karte de Mayu Hinase

I
- Ishtar no Musume: Ono Otsuu Den de Waki Yamato

J
- Junjou no Susume de Miki Wakabayashi

K
- Kagami no Mae de Aimashou de Eri Sakai
- Kemono michi de Saku Yamamura
- Kikochan Sumairu de Tsubasa Nunoura
- Kosodate Tantan de Banana Nangoku
- Kumo Ichizoku to Doro Girl de Emi Mitsuki
- Kurenai Niou de Waki Yamato

L
- Lady Love de Hiromu Ono

M
- Meiji Hiiro Kitan de Rikachi
- Meiji Melancholia de Rikachi
- Minamoto Hakase no Ijou na xx de Miyuki Yorita
- Momokan de Kikuno Shirakawa

N
- Navigatoria de Nikki Asada
- Nishi Muku Samurai de Waki Yamato

O
- Okoshiyasu, Chitose-chan de Yukiko Natsume
- Onna no Ie de Akane Torikai
- Otomurai-san de Noriko Ootani

P
- Peach Girl Next de Miwa Ueda
- Pikupiku Sentarou de Tsubasa Nunoura

S
- Saihate Arcade de Arinaga Ine, Youko Ogawa
- Sanju Mariko de Yuki Ozawa
- Sankaku Yanemachi Apartment de Sakura Fujisue
- Satsujin Sales de Chikako Kikukawa
- Seito Shokun!: Kyoushi-hen de Youko Shouji
- Seito Shokun!: Saishuushou - Tabidachi de Youko Shouji
- Shikatsushi: Joou no Houigaku de Aki Morino
- Shoujo Manga wa Okirai desu ka? de You Morita
- Shouwa Fanfare de Rikachi
- Shunkashuutou Days de Sakura Fujisue
- Shura no Dress de Miyuki Yorita
- Sukutte Goran de Noriko Ootani

T
- Tasogare Takako de Kiwa Irie

U
- Uchi no Sensei de Yuu Hanazuka

W
- Waru de Jun Fukami
- Watashi no Tadashii Onii-chan de Satoshi Morie[10]
- Watashitachi wa Douka shiteiru de Natsumi Ando

Y
- Yandeka de Miyuki Yorita
- Yonimo Fujitsu na Piano Sonata de Hal Osaka
- Yuria-sensei no Akai Ito de Kiwa Irie

Z
- Zephyrus no Mori  de Waki Yamato

## Premios
La revista cuenta con un concurso destinado para personas que quieran debutar en el mundo del manga, titulado Be Love Manga Taishō. El Premio presentará su 86va versión el año 2020.